# مودي تراوري
مودي تراوري (14 يوليو 1980 بمتز في فرنسا - ) (بالفرنسية: Mody Traoré)‏ هو لاعب كرة قدم فرنسي في مركز الدفاع. لعب مع نادي أجاكسيو ونادي فالينسيان ونادي لوهافر ونادي نانسي ونادي لوهافر الرياضي ‏.

## وصلات خارجية
- مودي تراوري على موقع رابطة كرة القدم الفرنسية للمحترفين (الإنجليزية)
- مودي تراوري على موقع قاعدة بيانات كرة القدم.إي يو (الإنجليزية)
- مودي تراوري على موقع Soccerway.com (الإنجليزية)
- مودي تراوري على موقع AS.com (الإسبانية)